# عرض الذراع (بعدان)

تعديل مصدري - تعديل

عرض الذراع محلة تابعة لقرية تريادة، التابعة لعزلة دلال بمديرية بعدان إحدى مديريات محافظة إب في الجمهورية اليمنية، بلغ تعداد سكانها 65 حسب تعداد اليمن لعام 2004.